# Burg im Leimental
Burg im Leimental is een gemeente en plaats in het Zwitserse kanton Basel-Landschaft en maakt deel uit van het district Laufen.
Burg im Leimental telt 252 inwoners.